# Reza Alipour Shenazandifar
Reza Alipourshenazandifar, né le 29 avril 1994, est un grimpeur iranien, spécialisé dans la vitesse. 

## Palmarès

### Championnats du monde
- 2018 à Innsbruck, Autriche
  -  Médaille d'or en vitesse
- 2016 à Paris, France
  -  Médaille d'argent en vitesse
- 2014 à Gijón, Espagne
  -  Médaille de bronze en vitesse

### Jeux mondiaux
- 2017 à Wrocław
  -  Médaille d'or en vitesse